# Джузеппе Кампарі

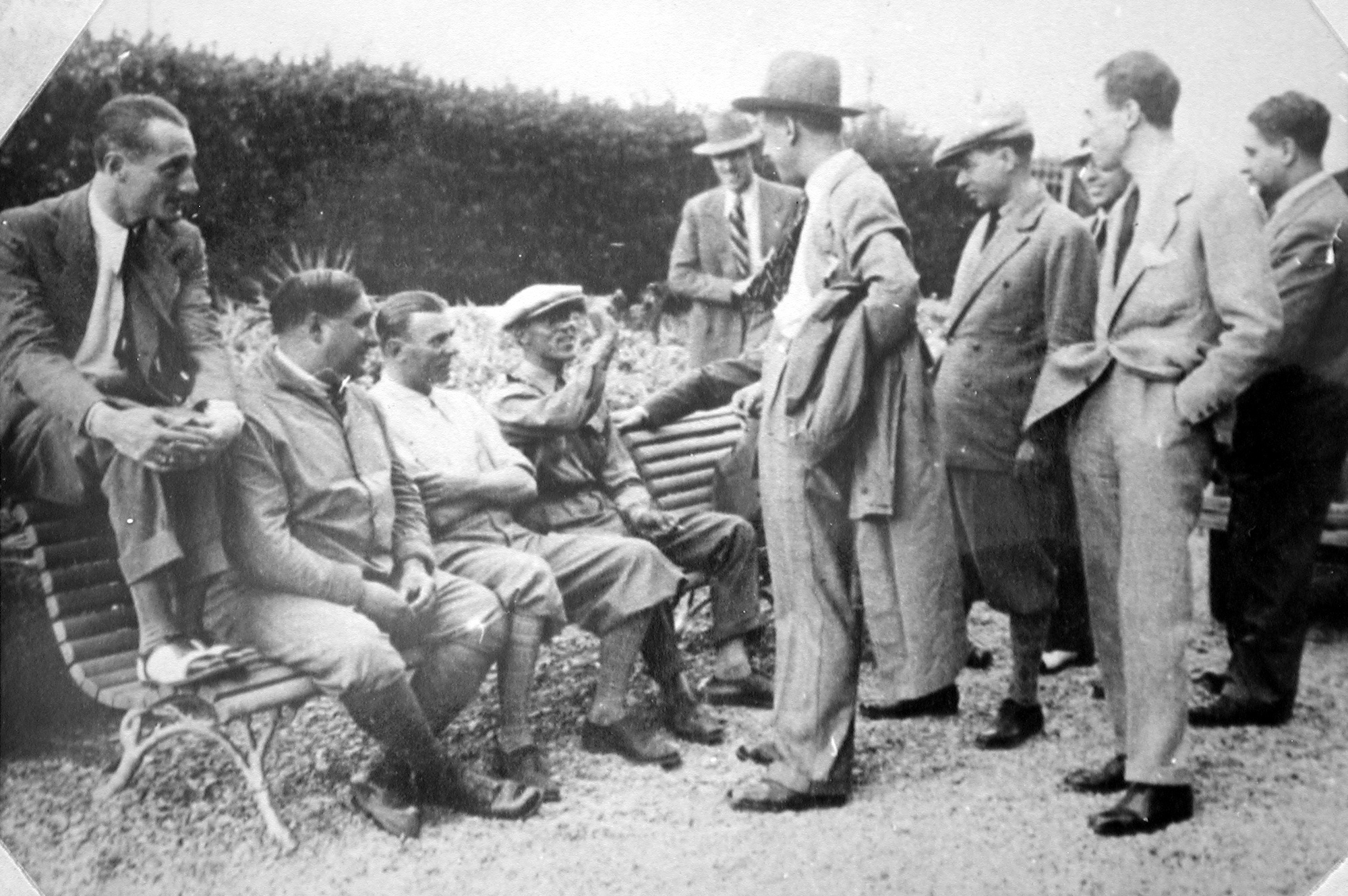
Автогонщики Джузеппе Кампарі (2-й зліва), Акілле Варці (3-й) і Таціо Нуволарі (4-й) команди компанії «Alfa Romeo» з (6-й)

Джузе́ппе Кампа́рі (італ. Giuseppe Campari; 8 червня 1892, Лоді, Королівство Італія — 10 вересня 1933, Монца, Королівство Італія) — колишній італійський автомобільний гонщик серії Гран-прі і оперний співак.

## Кар'єра гонщика
Джузеппе Кампарі народився у місті Лоді на південний захід від Мілана. Ще юнаком він влаштувався на роботу в автомобільну компанію «Alfa Romeo». Робота Кампарі полягала у тестуванні заводських автомобілів, а його навички та зацікавленість дозволили йому також взяти участь у Змаганнях з підіймання на пагорб. У 1914 році у віці 21-го року, новачок показав свої здібності, виборовши четверте місце у перегонах «Targa Florio». Далі свою кар'єру він продовжив після Першої світової війни, оскільки під час війни автомобільні перегони у Європі не проводились. У 1920 році Кампарі виграв свої перші великі перегони і перший трофей для компанії «Alfa Romeo», коли він переміг на трасі Муджелло у Тоскані. Він повторив свій успіх на Муджелло наступного року, а також фінішував третім на «Targa Florio», і більше не вигравав великих перегонів аж до Гран-прі Франції у 1924 році, коли став учасником найсильнішої команди з трьох пілотів разом з Гастоне Бріллі-Пері та Антоніо Аскарі, що виступала на автомобілях «Alfa Romeo P2», спроєктованих Вітторіо Яно.
Сезон 1925 року був не таким успішним для Кампарі, оскільки він і команда «Alfa Romeo» знялись з Гран-прі Франції у липні після смертельної аварії Антоніо Аскарі. У 1926 році, компанія «Maserati» представила модель Tipo 26, що стала першою моделлю автомобіля, який дозволив їй виграти Кубок конструкторів, а Ернесто Мазераті виграти італійський чемпіонат за особистим заліком у 1927 році. Попри успіх команди «Мазераті», Кампарі здобув перемогу для «Alfa Romeo» у 1927 році на Кубку Ачербо.
У сезоні 1928 року Джузеппе Кампарі виграв вдруге Кубок Ачербо й здобув перемогу у своїх перших перегонах «Мілле Мілья» на «Alfa Romeo 6C 1500 Sport Spider Zagato». Він посів також друге місце на «Targa Florio», у цих перегонах він брав участь декілька разів, та хоч завжди завершував змагання у верхній частині таблиці, йому не вдавалось тут перемагати. Наступного року він повторив своє чемпіонство на «Мілле Мілья» на «Alfa Romeo 6C 1750 SS Spider Zagato» та разом з іншими гонщиками, такими як Рудольф Караччіола та Малколм Кемпбелл він вирушив до Ірландії на перший Ірландський гран-прі у Фенікс-парку в Дубліні. На очах понад 100,000 глядачів, Кампарі отримав поранення в око осколком камінця, але був успішно прооперований у госпіталі. У 1929 році Кампарі також брав участь у перегонах «RAC Tourist Trophy» на трасі Ньютаунардс-Комбер-Дундональд (англ. Ards road circuit) поблизу Белфаста, де фінішував другим після Каррачіоли, що виступав на Mercedes-Benz SSK.
1 грудня 1929 року, коли компанією «Феррарі» було утворено підрозділ «Скудерія Феррарі», Енцо Феррарі залучив до команди Джузеппе Кампарі на роль першого пілота. Крім виступів за команду «Феррарі» Кампарі також не розривав зв'язків і з командою «Альфа Ромео».
У 1930 році, Таціо Нуволарі запросив Кампарі у команду «Alfa Romeo». У сенсаційному дебютному сезоні 1931 року Нуволарі і Кампарі разом вибороли їх перший Гран-прі Італії, що зробило з них національних героїв, оскільки до цього на цьому гран-прі три рази перемагали гонщики французьких команд. У 1931 році Кампарі на «Alfa Romeo Tipo A» виграв свій третій Кубок Ачербо, але згодом він приєднався до команди «Maserati» з Луїджі Фаджолі та Баконін Борзачіні. У 1932-му Кампарі виграв свій другий Гран-прі Франції за кермом «Maserati 8C-3000», та у віці 41 року, він був ладен покинути перегони у кінці сезону. Гран-прі Італії 10 вересня 1933 року на Монці в Італії став для нього останніми перегонами. Після 20 років без суттєвих аварій, велика біда стала одним із чорних днів в історії перегонів серії Гран-прі. Під час лідерства у перегонах, Кампарі миттєво загинув, коли його автомобіль («Alfa Romeo P2») врізався після заносу у крутому повороті на ділянці траси, де було розлито моторну оливу. Його напарник Баконін Борзачіні, що йшов відразу за ним, марно намагався уникнути зіткнення з розбитим авто Кампарі, втратив керування й розбився на смерть. Згодом, коли  зробили рестарт перегонів, автомобіль польського гонщика Станіслава Чайковського розбився й спалахнув, що привело до загибелі польського спортсмена.

## Особисте життя
У додаток до його любові до автомобільних перегонів, Джузеппе Кампарі мав ще й інші захоплення це — їжа, він міг приготувати собі сам все, що йому подобалося, і оперний спів. Володіючи прекрасним голосом (баритон), він взяв уроки співу й уже бувши гонщиком почав співати професійно.

## Галерея

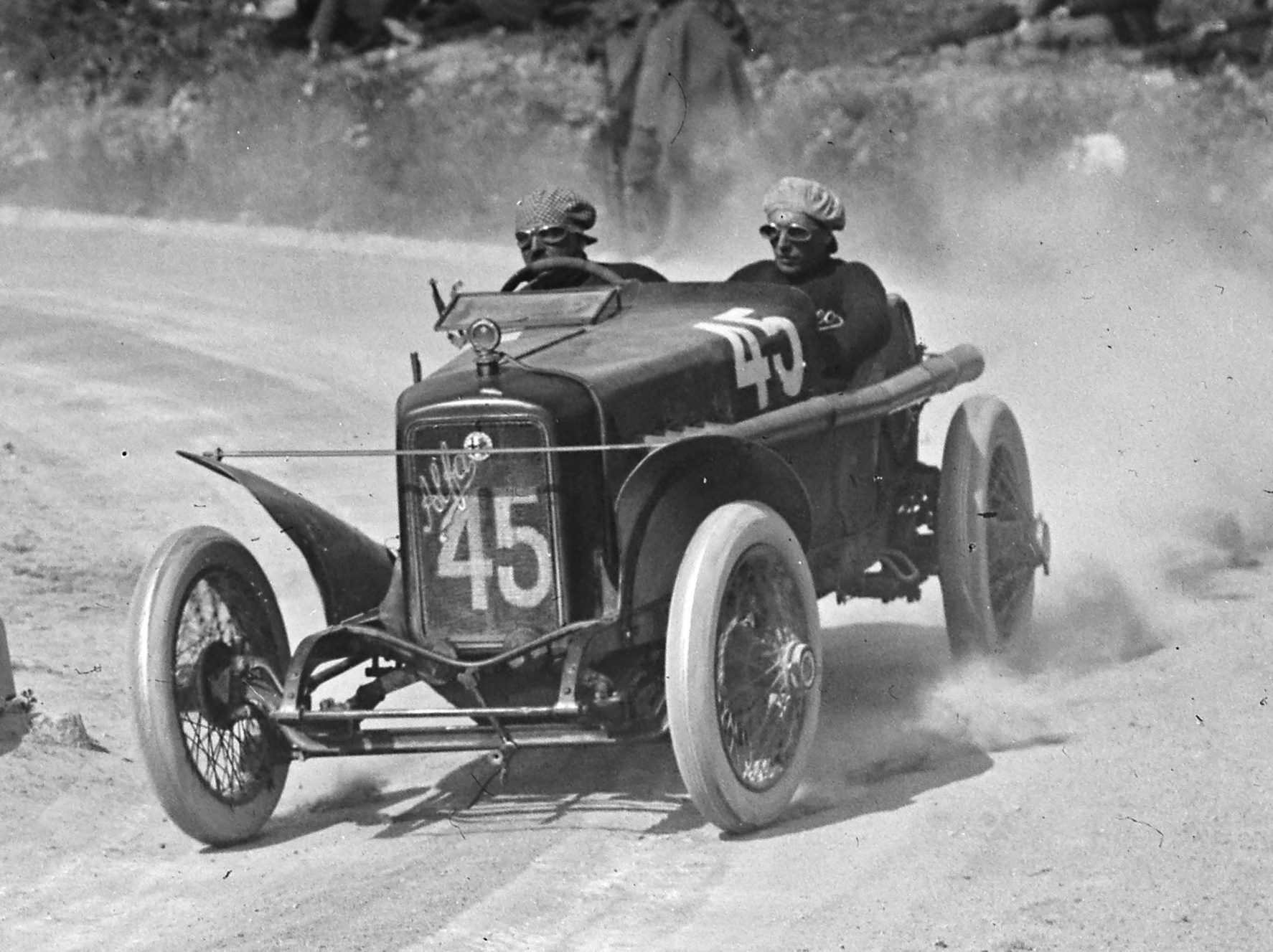
Кампарі на «Alfa Romeo 40/60 HP» (1922, Targa Florio)
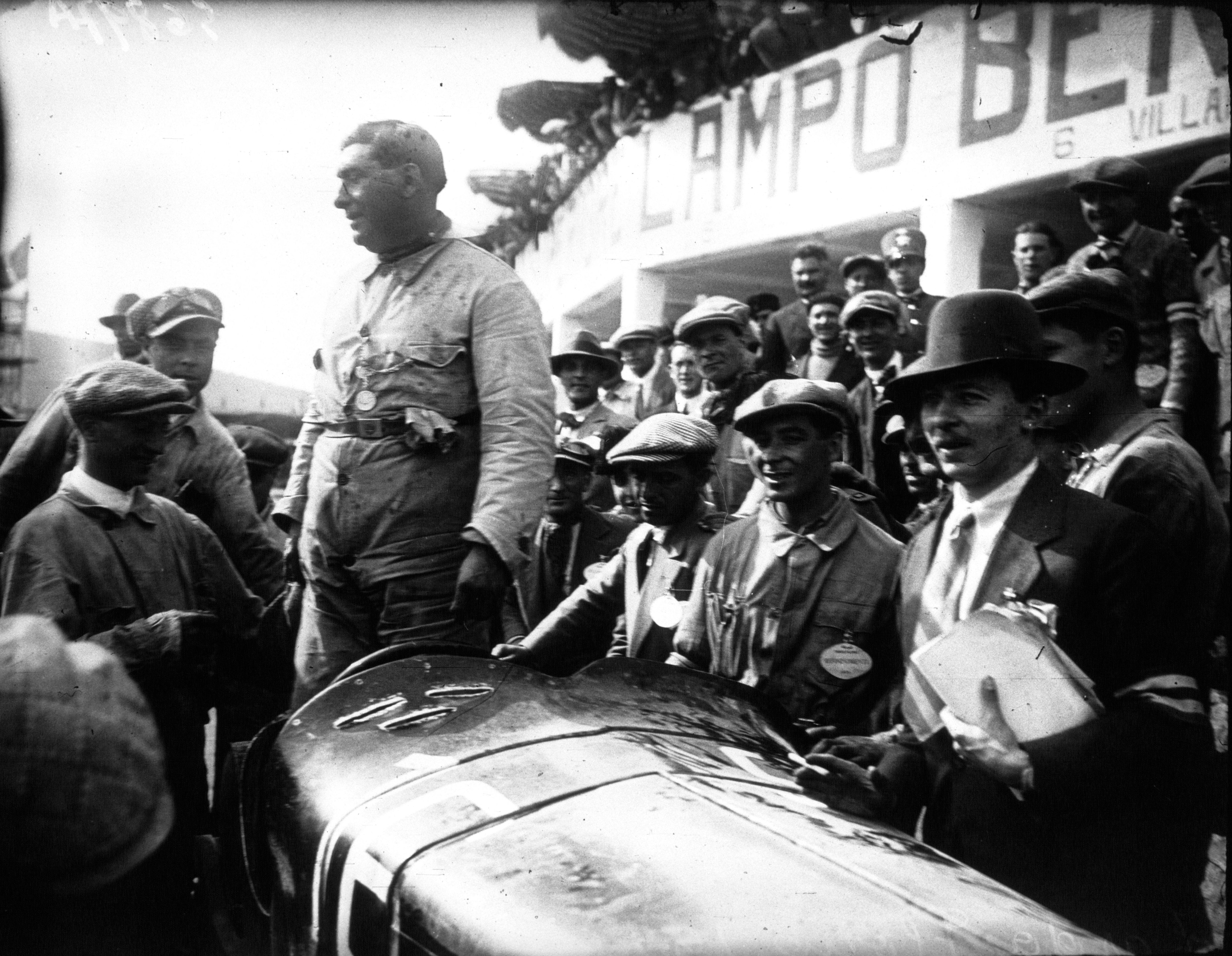
Кампарі на «Alfa Romeo 6C» (1928, Targa Florio)
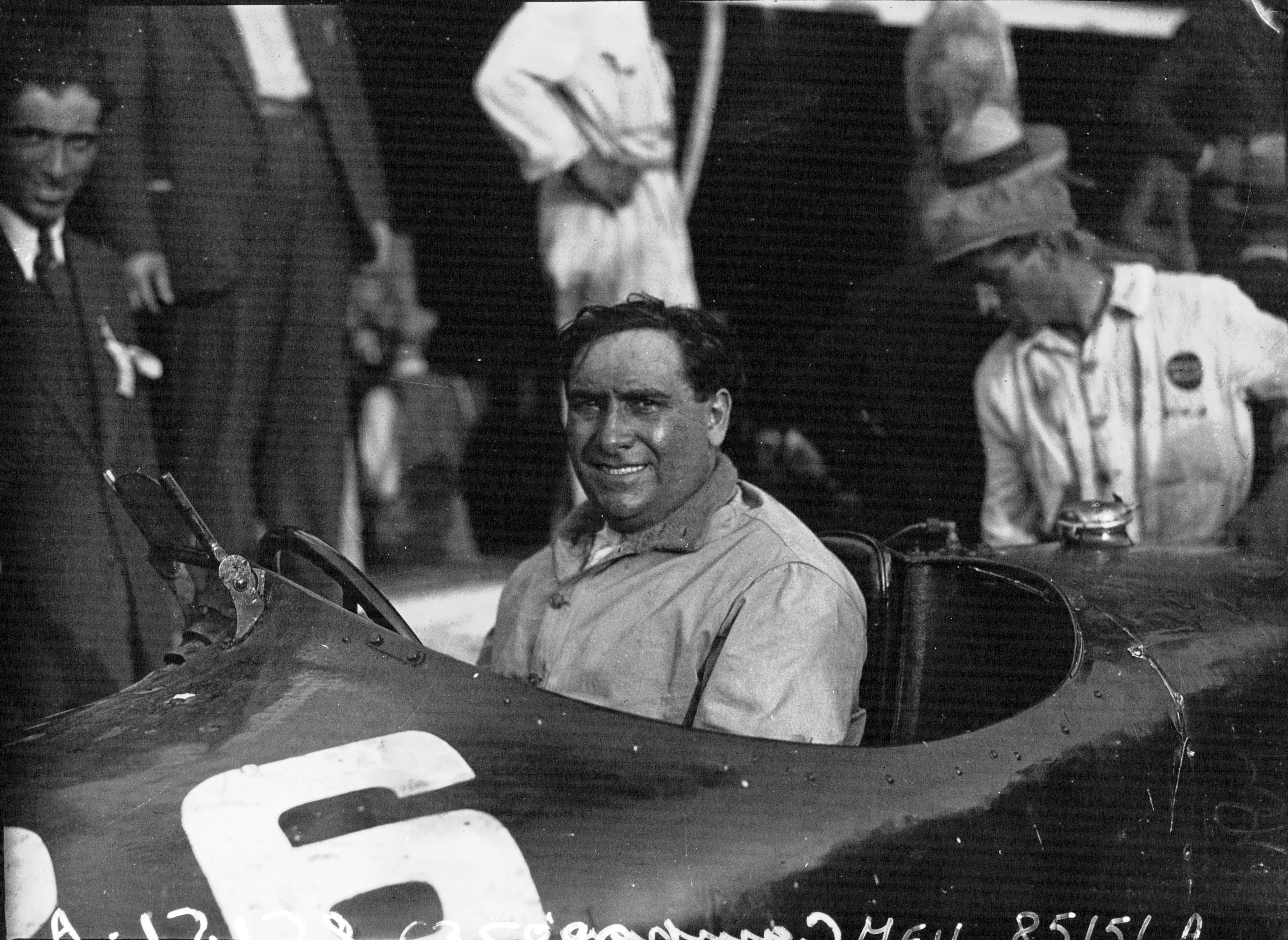
Кампарі на Чемпіонаті Європи з автогонок 1931 року[en]
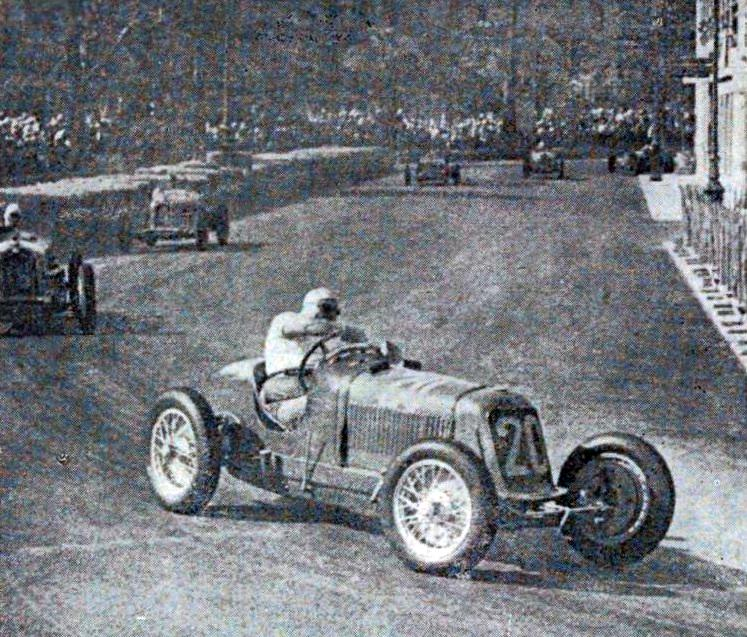
Кампарі у віражі (1933, Гран-прі Ніцци)
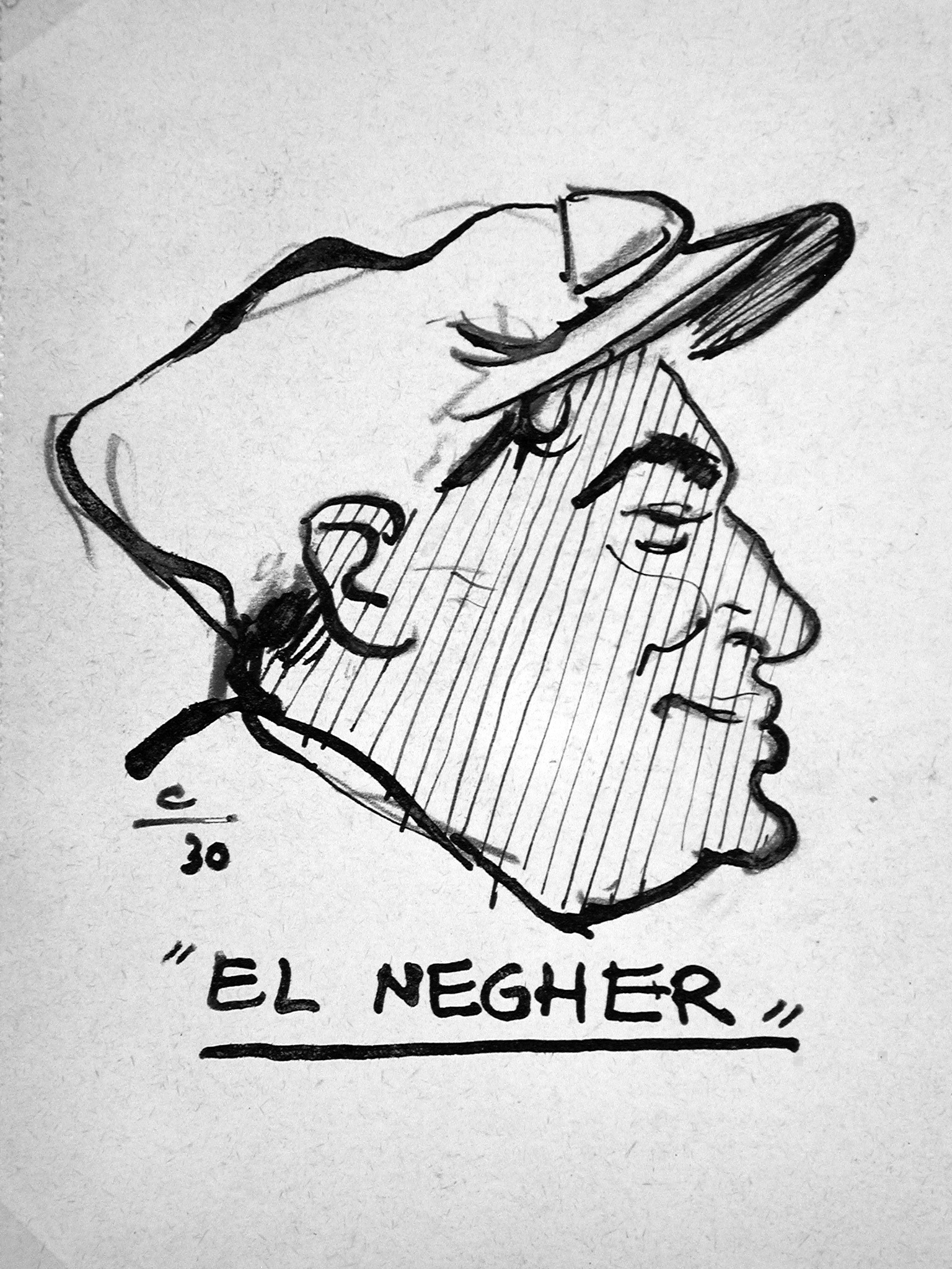
Карикатура на Джузеппе Кампарі

## Основні перемоги
- Траса Муджелло 1920, 1921
- Кубок Ачербо 1927, 1928, 1931
- Гран-прі Франції 1924, 1933
- Гран-прі Італії 1931
- Мілле Мілья 1928, 1929

## Результати уЧемпіонаті Європи
Жирним шрифтом виділені поул-позиції
| Год  | Команда    | Марка      | 1     | 2     | 3        | Місце | Очки* |
| ---- | ---------- | ---------- | ----- | ----- | -------- | ----- | ----- |
| 1931 | Alfa Corse | Alfa Romeo | ІТА 1 | ФРА 2 | БЕЛ схід | 2     | 9     |
| 1932 | Alfa Corse | Alfa Romeo | ІТА 4 | ФРА   | НІМ      | 9=    | 20    |

*Система нарахування очок — 1-ше місце — 1, 2-ге — 2, 3-тє — 3, проходження понад 75 % дистанції — 4, від 50 до 75 % — 5, 25-50 % — 6, менше від 25 % — 7, неучасть/дискваліфікація — 8.